# 伯德鎮區 (伊利諾伊州馬庫平縣)
伯德鎮區（英語：Bird Township）是位於美國伊利諾伊州馬庫平縣的一個行政鎮區。

## 地方資料
根據2010年美國人口普查的數據，伯德鎮區的面積為93.70平方千米，當中陸地面積為93.60平方千米，而水域面積為0.10平方千米。當地共有人口296人，而人口密度為每平方千米3.16人。